# Rozbicie oddziału „Osa”-„Kosa 30”

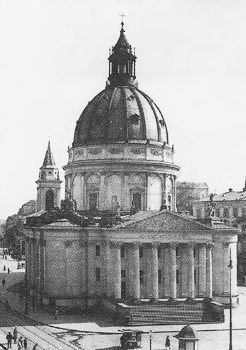
Kościół św. Aleksandra w Warszawie (wygląd przedwojenny), miejsce aresztowania żołnierzy oddziału „Osa”-„Kosa 30”

Rozbicie oddziału „Osa”-„Kosa 30” – aresztowanie przez Gestapo kilkudziesięciu żołnierzy Organizacji Specjalnych Akcji Bojowych („Osa”-„Kosa 30”) zgromadzonych 5 czerwca 1943 roku z okazji ślubu kolegi w warszawskim kościele św. Aleksandra. 12 lipca 1943 roku aresztowano także szefa sztabu „Osy”-„Kosy 30” por. Mieczysława Kudelskiego ps. „Wiktor”, który podjął próbę odtworzenia oddziału. Wydarzenia te zmusiły dowództwo Armii Krajowej do jego rozwiązania.
Aresztowani żołnierze ponieśli śmierć lub zaginęli bez śladu. Rozbicie „Osy”-„Kosy 30” było jednym z najdotkliwszych ciosów zadanych Polskiemu Państwu Podziemnemu przez niemiecki aparat bezpieczeństwa. Kwestia tożsamości konfidenta, który umożliwił Gestapo infiltrację oddziału, wciąż nie została wyjaśniona.

## Geneza
Utworzona w maju 1942 roku Organizacja Specjalnych Akcji Bojowych („Osa”) stanowiła oddział dyspozycyjny Komendanta Głównego Armii Krajowej i wykonywała akcje bojowe na jego bezpośrednie zlecenie. Jej zasięg działania obejmował całe Generalne Gubernatorstwo, a od grudnia 1942 roku także przedwojenne terytorium Niemiec i ziemie polskie wcielone do Rzeszy. „Osie” powierzano zadania o specjalnym znaczeniu, takie jak likwidacja wysokich rangą dygnitarzy nazistowskich i szczególnie okrutnych przedstawicieli aparatu okupacyjnego, czy prowadzenie „wielkiej dywersji”. Z tego względu oddział stosował daleko posunięte środki konspiracji oraz pozostawał odseparowany od innych struktur AK.
Na początku 1943 roku „Osa” została wcielona do struktur Kierownictwa Dywersji; jej nazwę zmieniono jednocześnie na „Kosa 30”. Oddział zachował jednak dotychczasową strukturę, niemal niezmieniony skład osobowy oraz duży stopień autonomii.
„Osa”-„Kosa 30” istniała przez ponad rok. W tym okresie jej żołnierze przeprowadzili szereg akcji bojowych na terenach Generalnego Gubernatorstwa i III Rzeszy. Jedną z nich była nieudana próba likwidacji 20 kwietnia 1943 roku w Krakowie Wyższego Dowódcy SS i Policji „Wschód” SS-Obergruppenführera Friedricha Wilhelma Krügera, a także zamachy bombowe w Berlinie i Wrocławiu.

## „Wsypa” w kościele św. Aleksandra

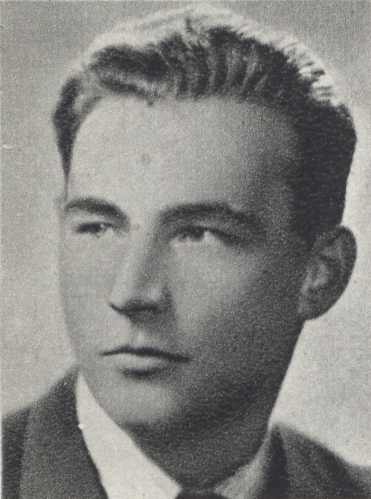
Mieczysław Uniejewski ps. „Marynarz”

W sobotę 5 czerwca 1943 roku o godz. 12.00 w kościele św. Aleksandra na placu Trzech Krzyży w Warszawie rozpoczął się ślub por. Mieczysława Uniejewskiego ps. „Marynarz”, oficera „Osy”-„Kosy 30”, występującego pod konspiracyjnym nazwiskiem Ludwik Raczyński, z siostrą żołnierza tego oddziału, Teofilą Suchanek (córką artysty malarza Antoniego Suchanka). W uroczystości uczestniczyło blisko 25 żołnierzy oddziału, wśród nich por. Jan Papieski vel Papis ps. „Jerzy” (I zastępca komendanta), Aleksandra Sokal ps. „Władka” (łączniczka sztabu) oraz Andrzej Jankowski ps. „Jędrek” i Tadeusz Battek ps. „Góral” (żołnierze ośrodka krakowskiego, uczestnicy zamachu na Krügera). Obecni byli także krewni państwa młodych, „cywilni” goście weselni, jak również liczna grupa osób postronnych.
Udział tak wielu żołnierzy oddziału w uroczystości stanowił rażące pogwałcenie podstawowych zasad konspiracji. Wiele lat po wojnie wyszło na jaw, że nawet chłopcy z kościelnego chóru zdawali sobie sprawę, że na ślubie będzie obecna „ważna osoba z konspiracji”. Niemniej komendant „Osy”-„Kosy 30”, ppłk Józef Szajewski ps. „Philips”, wyraził zgodę na organizację uroczystości. W rezultacie 5 czerwca tylko nieliczni członkowie oddziału nie pojawili się w kościele.
Pod koniec ceremonii, gdy młoda para odeszła już od ołtarza, Niemcy przy użyciu znacznych sił obstawili kościół, a według niektórych źródeł także plac Trzech Krzyży wraz z wylotami pobliskich ulic. Nowożeńców zatrzymano w zakrystii, a pozostałych gości wezwano do wyjścia na zewnątrz świątyni, gdzie czekały już podstawione samochody ciężarowe. Zaskoczeni żołnierze „Osy”-„Kosy 30” nie stawiali oporu. Przewaga przeciwnika była zbyt duża, a poza tym nie można było wykluczyć, że weselnicy padli ofiarą przypadkowej łapanki, które w tym okresie stały się codziennością okupowanej Warszawy i nie omijały także kościołów. Wielu konspiratorów posiadało dobrze sfałszowane dokumenty, stąd mogli mieć nadzieję, że uda im się wydostać z rąk Niemców.
Zatrzymano łącznie 89 osób. Aresztowania uniknęli dwaj członkowie oddziału, Stefan Smarzyński ps. „Balon” i Antoni Suchanek ps. „Andrzejek” (brat panny młodej), którzy tuż przed rozpoczęciem uroczystości wyszli z kościoła, aby kupić film fotograficzny. Ponadto według niektórych źródeł kilka niezidentyfikowanych osób miało po wtargnięciu Niemców ukryć się w podziemiach kościoła, a także obok stojących w kącie katafalku i trumny.
Aresztowanych nowożeńców wraz z całym orszakiem weselnym przewieziono bezpośrednio na Pawiak. Tam Niemcy przeprowadzili szybką selekcję, po której zakończeniu zwolnili 33 osoby, co do których uznali, że nie były one związane z konspiracją (głównie osoby starsze oraz matki z małymi dziećmi). Pozostałych 56 zatrzymanych osadzono w celach.
Niedługo później zaszły wypadki, które wykazały, że akcja Gestapo nie miała przypadkowego charakteru. Po upływie kilku dni niektórych więźniów aresztowanych w kościele św. Aleksandra kolejno wyprowadzono na więzienne podwórze. W czasie tego okazania bliżej niezidentyfikowany konfident wskazywał Niemcom osoby powiązane z Podziemiem. Według najbardziej rozpowszechnionej wersji, której autorem był Leon Wanat – więzień i kronikarz Pawiaka – owym zdrajcą był mężczyzna: „wzrostu średniego, szczupły, o śniadej cerze i ciemnych włosach”. Miał on w czasie „okazania” przebywać w pokoju przesłuchań, ukryty za framugą okna. Z kolei z datowanej na 1946 rok nieopublikowanej relacji łączniczki oddziału „Osa”-„Kosa 30”, Ireny Klimesz ps. „Bogna”, wynika, że tajemniczym konfidentem była kobieta. Po okazaniu na podwórzu Pawiaka wypuszczono na wolność kolejną grupę zatrzymanych.
Dodatkowych informacji na temat przebiegu wydarzeń dostarczył raport z 9 czerwca 1943 roku, sporządzony dla SS-Obergruppenführera Krügera. Wynika z niego, że celem niemieckiej akcji było nie tyle zlikwidowanie „Osy”-„Kosy 30”, co schwytanie osób odpowiedzialnych za zamachy na Krügera i berliński dworzec. Niemiecki wywiad już wcześniej uzyskał informację, że 5 czerwca o godz. 12:00 w kościele św. Aleksandra odbędzie się ślub z udziałem ważnych osobistości polskiej konspiracji, w tym wykonawców wspomnianych akcji. Raport nie zdradzał tożsamości konfidenta, informował jedynie, że był on związany z zatrzymanymi i został potajemnie dowieziony na Pawiak, gdzie podczas konfrontacji wskazał trzy osoby: Mieczysława Uniejewskiego, Aleksandrę Sokal i Krystynę Milli ps. „Krysia”. Przy tej ostatniej znaleziono w dodatku notes, którego zapisy doprowadziły Niemców do Tadeusza Battka. Podjęto przeciw niemu grę wywiadowczą, wykorzystując w tym celu fakt, iż jego ojciec przebywał w niemieckim obozie jenieckim. Podobne działania podjęto także przeciw drugiemu wykonawcy zamachu na Krügera, Andrzejowi Jankowskiemu, w tym jednak wypadku zagrano na jego radykalnie antykomunistycznych przekonaniach. Ostatecznie zabiegi Gestapo zakończyły się pełnym powodzeniem – obaj młodzi żołnierze wyjawili Niemcom wszystkie powiązania konspiracyjne.
Aresztowanie uczestników ślubu odbiło się głośnym echem w okupowanej Warszawie.

## Aresztowanie „Wiktora”

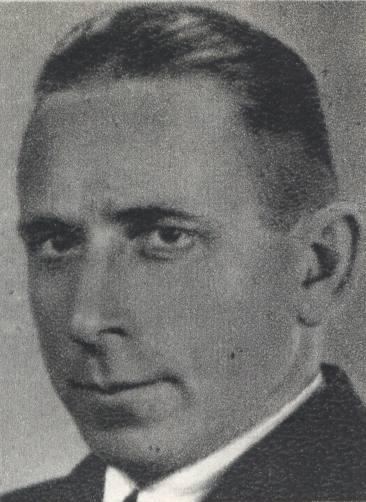
Mieczysław Kudelski ps. „Wiktor”

„Wsypa” w kościele św. Aleksandra oznaczała rozbicie warszawskiego zespołu „Osy”-„Kosy 30”. Porucznik Mieczysław Kudelski ps. „Wiktor”, szef ścisłego sztabu oddziału, podjął jednak próbę jego odtworzenia w oparciu o żołnierzy, którym udało się uniknąć aresztowania.
12 lipca 1943 roku „Wiktor” umówił się na rozmowę z jednym z ocalałych żołnierzy, Stanisławem Jasterem ps. „Hel”. Do spotkania doszło około godz. 18:00 nieopodal rogu ulic Nowogrodzkiej i Kruczej. W pewnym momencie do rozmawiających „Wiktora” i „Hela” podjechał niemiecki samochód policyjny. Obaj Polacy zostali wciągnięci do pojazdu, który natychmiast odjechał w kierunku siedziby Gestapo w al. Szucha 25. Świadkiem tego wydarzenia miał być adiutant Komendanta Głównego AK, kpt. Ryszard Jamontt-Krzywicki ps. „Szymon”, który był w tym samym czasie umówiony na spotkanie z „Wiktorem”.
W tym miejscu należy wskazać, że źródła podają rozbieżne informacje na temat dokładnego przebiegu aresztowania. W swoich wspomnieniach pt. Cichy front Aleksander Kunicki informuje, że „Wiktor” najpierw przywitał się z „Szymonem” w kawiarni „Aperitif” przy ul. Nowogrodzkiej, gdzie mieli umówione spotkanie, po czym udał się na rozmowę z „Helem”, zapewniając, że potrwa ona jedynie około 15 minut. Z kolei z relacji „Szymona”, zawartej we wspomnieniach Emila Kumora (Wycinek z historii jednego życia), wynika, że „Wiktor” pojawił się na miejscu spotkania o godz. 17:45, po czym zwrócił się do właściciela kawiarni „Klemensa” Zakrzewskiego z prośbą, aby ten przekazał „Szymonowi”, by poczekał na niego jeszcze przez chwilę. Dziesięć minut później „Szymon”, który w towarzystwie Kazimierza Gorzkowskiego skręcał z Al. Jerozolimskich w ul. Kruczą, miał ujrzeć jadący ul. Nowogrodzką samochód Gestapo. Chwilę później zobaczył natomiast „Wiktora” i „Hela” stojących pod murem kamienicy pod strażą Niemców. O całej sprawie „Szymon” miał natychmiast poinformować Komendanta Głównego AK gen. Stefana Roweckiego ps. „Grot”. Daria Czarnecka zwraca jednak uwagę, że relacja kpt. Krzywickiego zawiera kilka wątpliwych informacji. Z miejsca, które wskazuje, nie mógł on bowiem ujrzeć niemieckiego samochodu. Niemożliwe jest także, aby złożył meldunek „Grotowi”, gdyż ten został dwanaście dni wcześniej aresztowany przez Niemców.

## Epilog

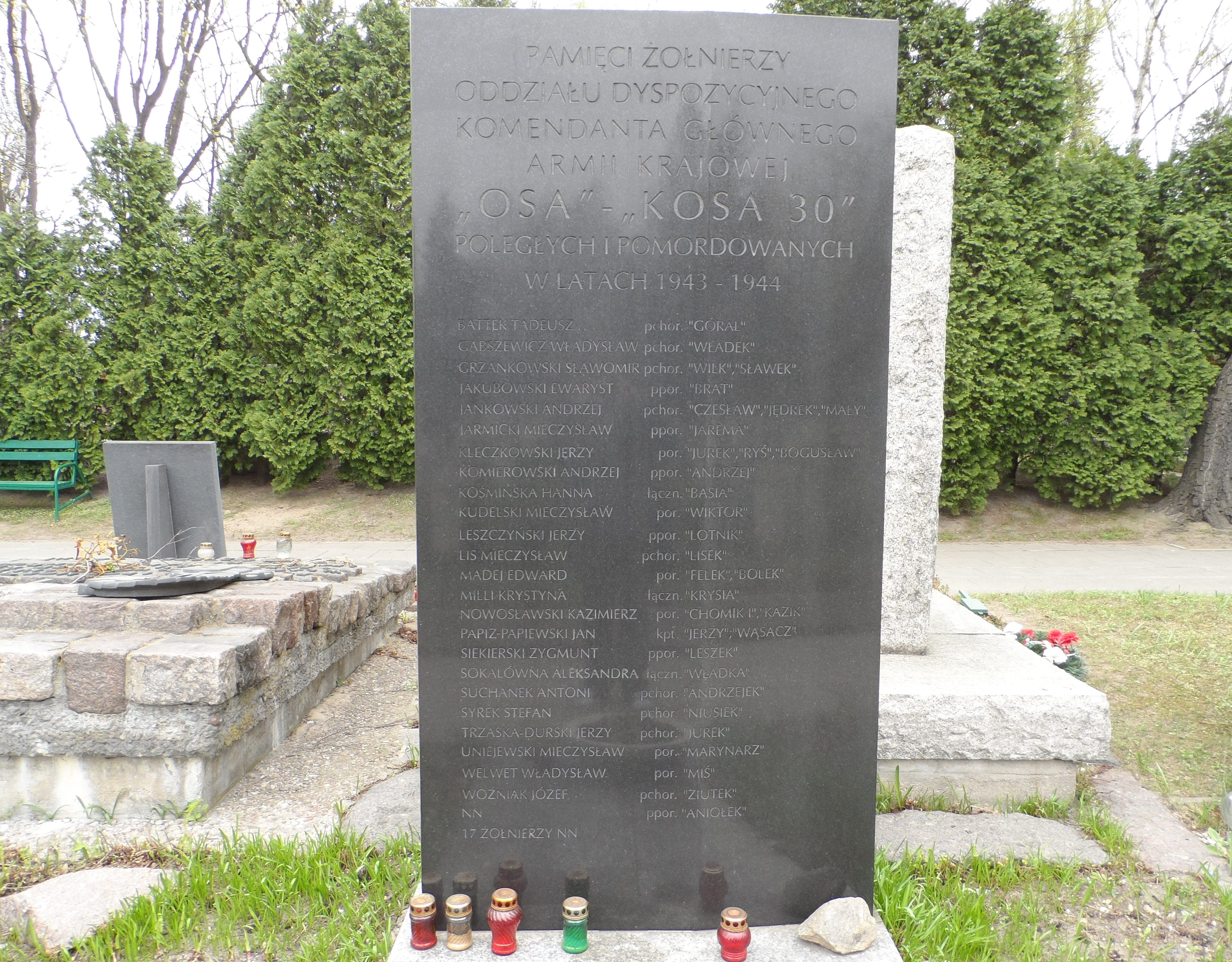
Tablica na wojskowych Powązkach, upamiętniająca poległych i pomordowanych żołnierzy „Osy”-„Kosy 30”

Ocalali żołnierze „Osy”-„Kosy 30” twierdzili, że Armia Krajowa poczyniła pewne przygotowania do odbicia ich kolegów. Planowana akcja nie doszła jednak do skutku, gdyż Niemcy nie przewozili aresztantów na przesłuchania w siedzibie Gestapo w al. Szucha, zamiast tego prowadzili śledztwo bezpośrednio na Pawiaku. W przesłuchaniach miał jakoby osobiście uczestniczyć komendant SD i policji bezpieczeństwa na dystrykt warszawski, SS-Obersturmbannführer Ludwig Hahn.
Około 20 czerwca 1943 roku samobójstwo na Szucha popełniła brutalnie torturowana łączniczka sztabu, Aleksandra Sokal ps. „Władka”. Nad pozostałymi osobami zatrzymanymi w kościele św. Aleksandra miał się odbyć sąd doraźny, któremu przewodniczył Ludwig Hahn. 17 września 1943 roku w ruinach getta warszawskiego Niemcy rozstrzelali dwunastu mężczyzn i dwie kobiety zatrzymane w kościele św. Aleksandra. Zginęli wówczas m.in.: Tadeusz Battek ps. „Góral”, Władysław Gabszewicz ps. „Władek”, Andrzej Jankowski ps. „Jędrek”, Mieczysław Jarmicki ps. „Korwin”, Andrzej Komierowski ps. „Andrzej”, Anna Janina Kośmińska ps. „Basia”, Krystyna Milli ps. „Krysia”, Jan Papieski vel Papis ps. „Jerzy”, Stefan Syrek ps. „Niusek”, Jerzy Trzaska-Durski ps. „Jurek”, Władysław Welwet ps. „Miś”. Kilka tygodni później rozstrzelano także pana młodego, Mieczysława Uniejewskiego. Pozostałych aresztantów deportowano do obozów koncentracyjnych lub ślad po nich zaginął. Do Auschwitz-Birkenau trafiła m.in. panna młoda Teofila Suchanek wraz z rodzicami (cała trójka przeżyła pobyt w kacetach). Porucznik „Wiktor” wkrótce po aresztowaniu zginął zamęczony na Szucha. Mimo okrutnych tortur nie wydał nikogo.
W obliczu dekonspiracji i rozbicia oddziału dowództwo AK podjęło decyzję o jego rozwiązaniu, co nastąpiło pod koniec lipca 1943 roku. Dziesięciu ocalałych żołnierzy wcielono do oddziału „Motor 30”, do zespołu bojowego por. „Poli”. Po pewnym czasie część z nich przeniesiono do oddziałów partyzanckich. Podporucznik Aleksander Kunicki ps. „Rayski” wraz z łączniczką Ireną Klimesz ps. „Bogna” i wywiadowcą Ludwikiem Żurkiem ps. „Żak” zostali przeniesieni do oddziału „Agat”, który przejął większość dotychczasowych zadań „Osy”-„Kosy 30”.
Rozbicie oddziału wymusiło na dowództwie AK odłożenie przygotowywanej w tym czasie akcji bojowej „Góral”. Ostatecznie jej realizację powierzono zespołowi „Poli”, w którego szeregach znaleźli się ocalali żołnierze „Osy”-„Kosy 30”.

## Sprawa Stanisława Jastera
Rozbicie „Osy”-„Kosy 30” było jednym z najdotkliwszych ciosów zadanych Polskiemu Państwu Podziemnemu przez niemiecki aparat bezpieczeństwa. Szczegółowe śledztwo w sprawie „wsypy” w kościele św. Aleksandra zarządził osobiście Komendant Główny AK gen. Stefan Rowecki ps. „Grot”. Po wojnie kwestia ta była także przedmiotem badań historyków oraz dochodzeń ze strony środowiska kombatanckiego.

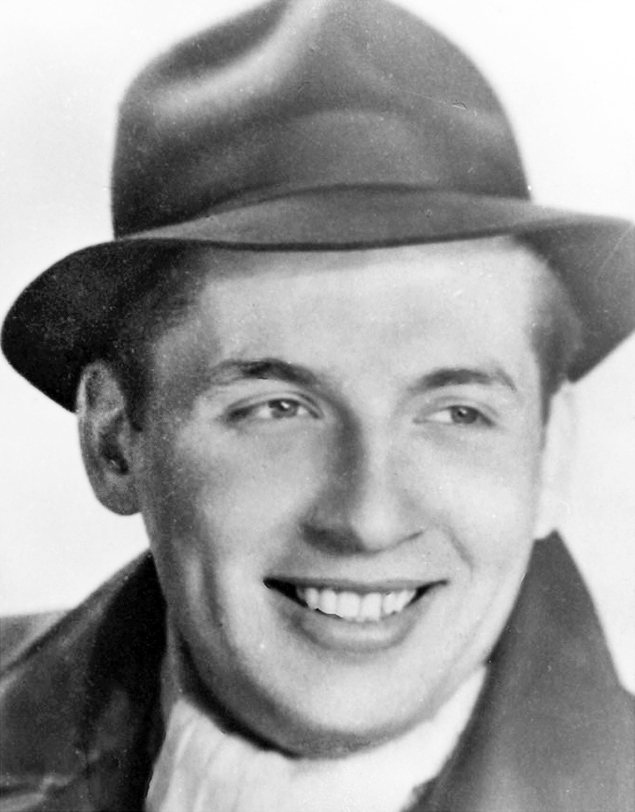
Stanisław Gustaw Jaster ps. „Hel”

Wieloletnią i emocjonalną debatę zapoczątkowały wspomnienia Aleksandra Kunickiego ps. „Rayski”, wydane w 1968 roku pod tytułem Cichy front. Autor odpowiedzialnością za rozbicie „Osy”-„Kosy 30” obarczył uciekiniera z Auschwitz-Birkenau i żołnierza tego oddziału, Stanisława Jastera ps. „Hel”. Sprawie tej poświęcił przy tym cały rozdział, zatytułowany Zdrajca. Znalazła się w nim m.in. informacja, że po raz pierwszy zaczęto analizować rolę, którą w tej sprawie odegrał „Hel”, po aresztowaniu „Wiktora”. Łączniczka Irena Klimesz ps. „Bogna” zeznała, że przejawiał on duże zainteresowanie kierownictwem oddziału oraz siecią jego punktów kontaktowych. Podejrzenia, które kontrwywiad żywił wobec Jastera, zamieniły się w pewność, gdy ten niespodziewanie powrócił do kolegów. Twierdził, że zaraz po aresztowaniu zdołał wyskoczyć z niemieckiego samochodu, otrzymując przy tym niegroźny postrzał w nogę. Oględziny lekarskie wykazały jednak, że rana pochodziła od pocisku kal. 7 mm, podczas gdy świadkowie aresztowania twierdzili, że eskorta uzbrojona była w pistolety maszynowe kal. 9 mm. Co więcej, rana była stosunkowo płytka, nie spowodowała naruszenia kości oraz zadana została z tak bliskiej odległości, że na jej obrzeżu widoczne były ślady prochu. „Hel” nie potrafił przekonująco wyjaśnić tych wątpliwości. W dodatku miał znaleźć się świadek, który twierdził, że widział Jastera wychodzącego o własnych siłach z siedziby Gestapo w al. Szucha. W toku przesłuchań Jaster miał się załamać i przyznać do zdrady. To właśnie on miał wydać Niemcom uczestników uroczystości ślubnej, identyfikować zatrzymanych na Pawiaku, a później zastawić pułapkę na por. „Wiktora”. Rzekomo zeznał także, że jego ucieczka z Auschwitz została sfingowana przez Politische Abteilung (obozowe Gestapo) celem uwiarygodnienia go w kręgach podziemnych. Zapewniał przy tym, że pozostali trzej uciekinierzy nie byli świadomi jego zdrady. Kunicki konkludował następująco: „Zdrajca i konfident Gestapo Stanisław Jaster pseudonim »Hel« wyrokiem sądu Armii Krajowej został skazany na śmierć. Wyrok wykonano”.
Rok później Instytut Wydawniczy „Pax” opublikował wspomnienia zmarłego w 1957 roku ppłk. Emila Kumora ps. „Krzyś”, szefa wydziału specjalnego sztabu KG AK, w których autor zamieścił relację kpt. Ryszarda Jamontt-Krzywickiego na temat aresztowania por. „Wiktora” i przebiegu śledztwa w sprawie „Hela”. Potwierdzała ona oskarżenia zawarte we wspomnieniach Kunickiego, choć obie relacje różniły się od siebie w pewnych szczegółach.
Oskarżenia pod adresem Jastera wywołały duże poruszenie wśród jego bliskich i znajomych, a także w środowisku kombatanckim. Sprawie tej poświęcono liczne artykuły prasowe (w tym na łamach gazet polonijnych), a także wiele wzmianek w literaturze historycznej i wspomnieniowej. Wiele listów i oświadczeń zostało ponadto skierowanych do prasy, wydawnictw, władz organizacji kombatanckich i Państwowego Muzeum Auschwitz-Birkenau. W trakcie debaty, która trwa z przerwami od 45 lat, obrońcy Jastera przedstawili szereg argumentów przemawiających za jego niewinnością. Argumentowano, że Kunicki i Kumor, którzy swym autorytetem zasłużonych oficerów AK uwiarygodnili oskarżenia wobec Jastera, w rzeczywistości nie uczestniczyli w śledztwie prowadzonym w jego sprawie, a wszystkie informacje mieli uzyskać – zresztą za pośrednictwem osób trzecich – od zmarłego w 1957 roku kpt. Ryszarda Jamontt-Krzywickiego. Zakwestionowano twierdzenia, iż ucieczka Jastera z obozu została zaaranżowana przez Gestapo, wskazując, że jej konsekwencją było aresztowanie jego rodziców (oboje zginęli w Auschwitz). Co więcej, zachowane niemieckie dokumenty nie tylko nie dostarczają żadnych dowodów na potwierdzenie tezy o sfingowanej ucieczce, lecz wskazują, że za zbiegami podjęto intensywny pościg, a ich nazwiska umieszczono w księgach osób poszukiwanych. Obrońcy „Hela” podkreślali, że choć był on członkiem Związku Organizacji Wojskowej utworzonego w Auschwitz przez rtm. Pileckiego oraz dysponował szerokimi kontaktami w warszawskiej konspiracji, to jego rzekoma zdrada nie spowodowała żadnych aresztowań w obozowym ruchu oporu, czy w innych niż „Osa”-„Kosa 30” stołecznych jednostkach AK. Wskazywali, że Jaster nie odpowiadał rysopisowi konfidenta z Pawiaka, a poza słowami Kunickiego i Kumora żadne dowody nie potwierdzają, aby kontrwywiad AK prowadził śledztwo w jego sprawie, lub by była ona rozpatrywana przez Wojskowy Sąd Specjalny. Wykazywali ponadto, że charakter ran, które odniósł podczas ucieczki z niemieckiego samochodu znajduje wiarygodne wytłumaczenie, a rzekome przyznanie się do winy mogło zostać wymuszone torturami. Wreszcie Janusz Kwiatkowski ps. „Zaruta” – żołnierz AK i znajomy „Hela” – twierdził, że 12 lipca 1943 roku był naocznym świadkiem jego ucieczki z samochodu Gestapo.
Daria Czarnecka, która w swych książkach wydanych w 2014 i 2016 roku ponownie przeanalizowała dostępne dowody, w tym dokumenty archiwalne niebadane wcześniej w kontekście tej sprawy, konkluduje, iż „nie ma mocnych dowodów na winę Staszka, co więcej – dużo świadczy na jego korzyść”, oceniając jednocześnie, że o ile nie znajdą się nowe dokumenty „tę sprawę można uznać za zamkniętą”. Jest ona również zdania, że Jaster „padł ofiarą pomyłki podziemia”.
W 2025 roku historyk amator Waldemar Stopczyński ujawnił nieznany wcześniej, odnaleziony w Archiwum Akt Nowych, raport autorstwa Kunickiego, skierowany do szefa sztabu Kedywu, mjr. Wacława Janaszka ps. „Bolek”. W dokumencie tym, datowanym na 21 sierpnia 1943 roku, przeanalizowano przyczyny rozbicia „Osy-Kosy 30”. Jego treść wskazuje jednoznacznie, że Jaster nie znajdował się w gronie osób podejrzewanych przez Kunickiego i kontrwywiad AK o wydanie Niemcom członków oddziału. Jego aresztowanie wraz z „Wiktorem” zostało w tym raporcie jedynie odnotowane. Wiadomo również, że w niepublikowanej relacji, powstałej kilkanaście lat przed publikacją Cichego frontu, Kunicki przypisał sprawstwo donosu innej osobie (patrz niżej). Z kolei o samym Jasterze jeszcze pod koniec lat 50. wyrażał się z dużym uznaniem.
Mimo licznych apeli Światowy Związek Żołnierzy Armii Krajowej oraz inne instytucje i organizacje przez długi czas odmawiały dokonania oficjalnej rehabilitacji Stanisława Jastera. Dopiero 25 września 2019 roku decyzją prezydenta RP Andrzeja Dudy został on pośmiertnie odznaczony Krzyżem Kawalerskim Orderu Odrodzenia Polski. Gest ten jest interpretowany jako jego symboliczna rehabilitacja.
Do dziś nie są znane dokładne okoliczności śmierci Jastera. Przypuszczano, że został fałszywie oskarżony o zdradę i zabity przez kolegów z konspiracji. Nie ma przy tym dowodów, które potwierdzałyby, że sprawę Jastera badał kontrwywiad AK, a rozpatrywał Wojskowy Sąd Specjalny. Z tego powodu spekulowano, że mógł paść ofiarą samosądu. Józef Saski przypuszczał, że likwidację „Hela” zlecił kpt. „Szymon”, a wyrok wykonali żołnierze podlegającego mu trzyosobowego zespołu ochronnego Komendanta Głównego AK, dowodzeni przez Jerzego Nowakowskiego ps. „Jureczek”. W świetle informacji zawartych w zachowanych niemieckich dokumentach, a także w dokumentach odnalezionych przez Waldemara Stopczyńskiego, prawdopodobna staje się jednak hipoteza, że Jaster wkrótce po aresztowaniu zginął z rąk Niemców.
Sprawa Jastera pozostaje jednym z najbardziej tajemniczych i kontrowersyjnych epizodów w historii Polskiego Państwa Podziemnego.

## Alternatywne hipotezy na temat tożsamości zdrajcy
W trakcie debaty dotyczącej rzekomej zdrady Stanisława Jastera przedstawiane były także alternatywne hipotezy na temat tożsamości konfidenta, który umożliwił Niemcom infiltrację oddziału. Janusz Kwiatkowski ps. „Zaruta” był przekonany, że niemiecka akcja w kościele, a także późniejsze aresztowanie por. „Wiktora”, były spowodowane działalnością konfidentów Ludwika Kalksteina, Blanki Kaczorowskiej i Eugeniusza Świerczewskiego (odpowiedzialnych m.in. za aresztowanie generała „Grota” Roweckiego). Przypuszczał ponadto, że do dekonspiracji „Osy”-„Kosy 30” mógł się dodatkowo przyczynić inny uciekinier z Auschwitz, Bolesław Kuczbara (aresztowany 20 marca 1943 – trzy miesiące po swojej ucieczce z obozu).
Tomasz Strzembosz w swej monografii Oddziały szturmowe konspiracyjnej Warszawy wskazywał, że „dużą winą za tragedię żołnierzy »Kosy« można obciążyć jej kierownictwo, które nie zapobiegło masowemu udziałowi członków oddziału w ceremonii ślubnej, oraz komórkę kontrwywiadu, która nie wykryła delatora”.
Irena Klimesz ps. „Bogna” przypuszczała, że „wsypę” w kościele św. Aleksandra spowodował donos złożony przez zazdrosną przyjaciółkę pana młodego. Takie oskarżenie znalazło się m.in. w spisanej przez nią, nieopublikowanej relacji z 1946 roku. Również we wspomnianym raporcie z 21 sierpnia 1943 roku Aleksander Kunicki jednoznacznie wskazał byłą narzeczoną „Marynarza” jako sprawczynię donosu, nie analizując przy tym żadnych alternatywnych hipotez. O owej kobiecie wspominał również w niepublikowanej relacji, powstałej kilkanaście lat przed publikacją Cichego frontu.

## Film
Sceny nawiązujące do „wsypy” w kościele św. Aleksandra zostały przedstawione w serialu „Czas honoru”.
Losom Stanisława Gustawa Jastera ps. „Hel” jest poświęcony film dokumentalny Jaster. Tajemnica Hela w reżyserii Marka Tomasza Pawłowskiego i Małgorzaty Walczak, którego premiera odbyła się 13 września 2014 roku.